# Polyplectropus oaxaquensis
Polyplectropus oaxaquensis är en nattsländeart som beskrevs av Bueno-soria 1990. Polyplectropus oaxaquensis ingår i släktet Polyplectropus och familjen fångstnätnattsländor. Inga underarter finns listade i Catalogue of Life.